# Station Changis - Saint-Jean
Station Changis - Saint-Jean is een spoorwegstation aan de spoorlijn Noisy-le-Sec - Strasbourg-Ville. Het ligt in de Franse gemeente Changis-sur-Marne, vlak bij Saint-Jean-les-Deux-Jumeaux, beiden gelegen in het Franse departement Seine-et-Marne (Île-de-France).

## Geschiedenis
Het station werd op 26 augustus 1849 geopend door de compagnie des chemins de fer de l'Est bij de opening van de sectie Meaux - Épernay. Sinds zijn oprichting is het eigendom van de Société nationale des chemins de fer français (SNCF).

## Ligging
Het station ligt op kilometerpunt 57,691 van de spoorlijn Noisy-le-Sec - Strasbourg-Ville.

## Diensten
Het station wordt aangedaan door treinen van Transilien lijn P, tussen Parijs en Château-Thierry.

## Vorig en volgend station
| Richting  | Vorig station | Lijn    | Volgend station       | Richting        |
| --------- | ------------- | ------- | --------------------- | --------------- |
| Paris-Est | Trilport      | Trans P | La Ferté-sous-Jouarre | Château-Thierry |